# Juan Martínez de Contreras

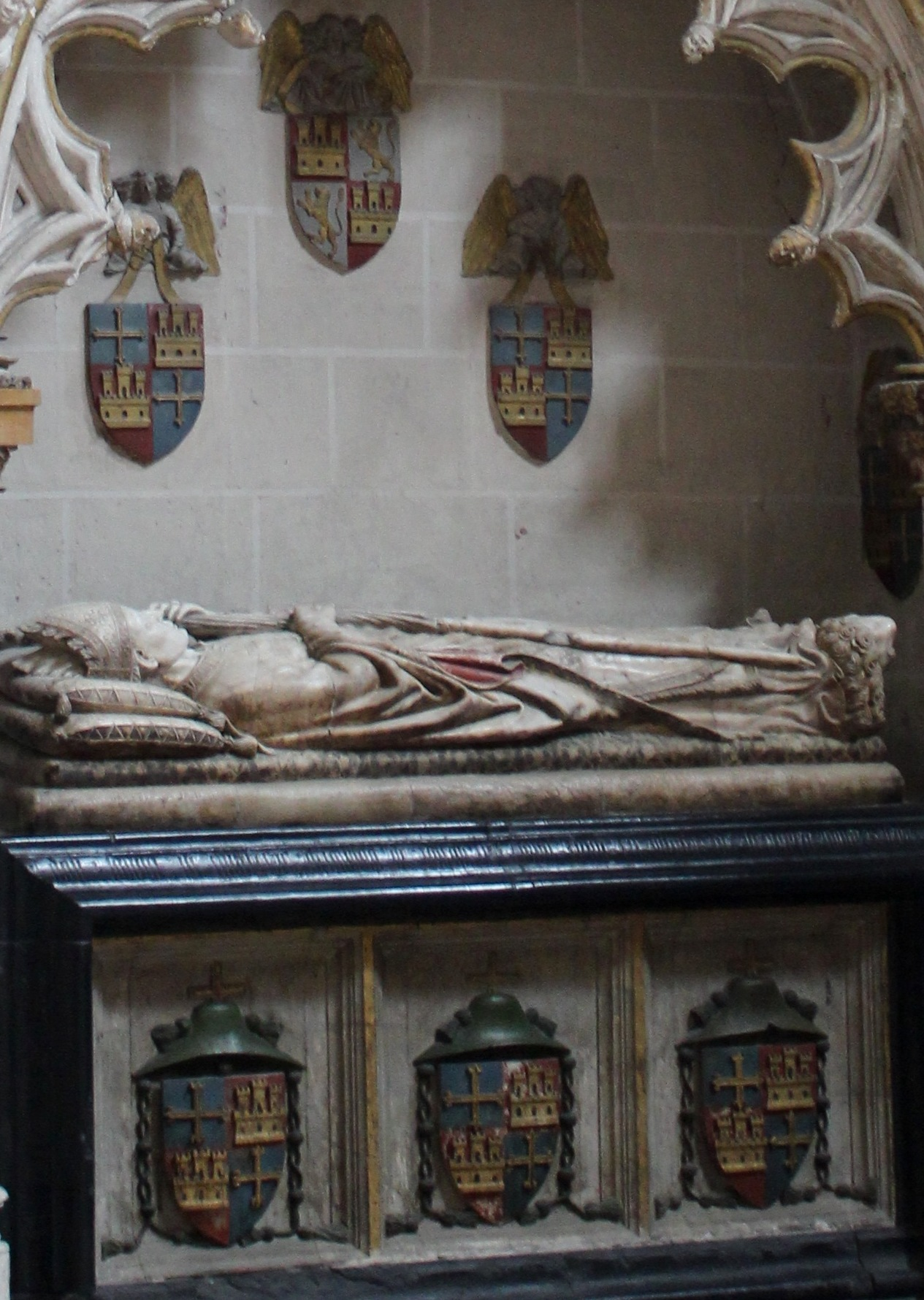
Sepulcro de Juan Martínez de Contreras na catedral de Toledo

Juan Martinez Contreras (m. Alcalá de Henares, 16 de setembro de 1434) foi um advogado, religioso e político espanhol, que ocupou a arquidiocese de Toledo de 1423 até sua morte.

## Vida e obras
Era natural de Riaza, Segóvia; provavelmente de origem humilde. Estudou na Universidade de Salamanca, obtendo os graus de Bacharel em Decretos e Bacharel em Direito. Chegou a Toledo a serviço do arcebispo Pedro de Luna [es]. Em 1404, tornou-se cônego de Toledo e recebeu posteriormente o decanato. Atuou como vigário geral de Pedro de Luna, e também de seu sucessor Sancho de Rojas.
Favorecido pelo rei João II de Castela e pela rainha, foi eleito arcebispo pelo cabido em 18 de novembro de 1422. A oposição e recurso de Lope de Mendoza, arcebispo de Santiago de Compostela, também candidato à sé, o levou a Roma diante do papa Martinho V, onde foi confirmado pelo papa em 2 de julho de 1423.
Assistiu ao Concílio de Siena (que originalmente havia sido convocado em Pavia), em que teve uma destacada participação como representante de Castela. Ainda serviu como embaixador em outra ocasião, entre 1430 e 1431. Cochefiou a delegação castelhana nas negociações Ágreda-Tarazona. Também foi membro do Conselho Real, de sua nomeação episcopal até sua morte. A sua posição deve ter sido vista como imparcial, porque quando os infantes tomaram o poder ele não foi expulso do Conselho. O clímax seria alcançado em 1429, quando o rei entrou em Aragão com o exército na guerra daquele ano, o arcebispo permaneceu em Siguença à frente do Conselho.
Entre suas obras como arcebispo se encontram melhoras ao Santuário de Guadalupe e a torre da catedral de Toledo. Também defendeu o primado e conseguiu nova confirmação pelos papas depois do Cisma, bem como na sua reivindicação contra o arcebispo de Saragoça e outros opositores; autorizou a construção do mosteiro reformado de Montesión; cedeu três capelas para que fosse construída a capela de Santiago, destinada a ser o panteão da família do condestável Álvaro de Luna.
Ao morrer, doou seu patrimônio à cidade de Toledo, exceto por um dote à sua sobrinha María de Contreras, com que se financiou a construção do castelo de Hinojosa de la Sierra. Se encontra enterrado na capela de Santo Ildefonso, na catedral de Toledo, num sepulcro escavado no muro esquerdo que leva à sua estátua.